# 1931 w Wojsku Polskim
Kalendarium Wojska Polskiego 1931 – wydarzenia w Wojsku Polskim w roku 1931.

## Styczeń
1 stycznia
- Okręgowe urzędy wychowania fizycznego i przysposobienia wojskowego zostały wcielone do dowództw okręgów korpusów bez zmiany nazwy i uprawnień[1].

7 stycznia
- wszedł w życie dekret Prezydenta Rzeczypospolitej z dnia 12 grudnia 1930 roku o żandarmerii[2] → Historia polskiej żandarmerii

## Luty
16 lutego
- Minister spraw wojskowych zatwierdził wzór i regulamin odznaki pamiątkowej 7 Pułku Artylerii Polowej[3].

## Marzec
21 marca
- W Warszawie zmarł Jan Krzos, chorąży Wojska Polskiego, kawaler Orderu Virtuti Militari.

## Kwiecień
1 kwietnia
- Minister Spraw Wojskowych wcielił, bez zmiany nazwy i uprawnień, okręgowe szefostwa uzbrojenia i okręgowe szefostwa inżynierii do dowództw okręgów korpusów[4]

## Maj
6 maja

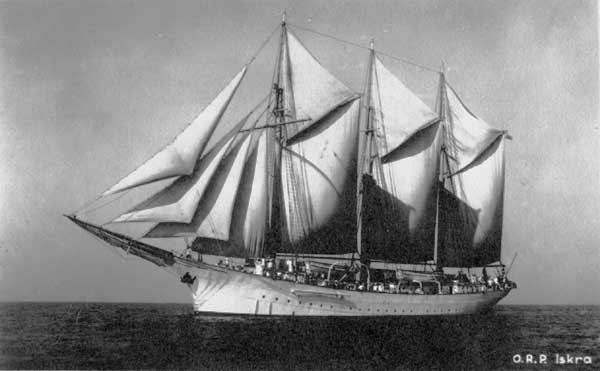
ORP "Iskra"

- początek piątego rejsu szkolnego ORP „Iskra”

30 maja
- Minister Spraw Wojskowych:

„w związku z przeprowadzonym rozdziałem ewidencyjnym szeregowych marynarki wojennej na ewidencję floty i flotylli, zarządził podział kadry marynarki wojennej na dwie kadry, mianowicie na:
a) kadrę szeregowych floty według składu osobowego Nr 1,
b) kadrę szeregowych flotylli według składu osobowego Nr 2”
zatwierdził wzór i regulamin odznaki pamiątkowej 2 batalionu strzelców w Tczewie

## Czerwiec
1 czerwca
- Minister Spraw Wojskowych zatwierdził nowe składy osobowe służby budownictwa na stopie pokojowej:

Departamentu Budownictwa Ministerstwa Spraw Wojskowych (skład osobowy Nr 1),
Okręgowego Szefostwa Budownictwa Nr I w Warszawie (typ I, skład osobowy Nr 2),
Okręgowego Szefostwa Budownictwa Nr II w Lublinie (typ II, skład osobowy Nr 3),
Okręgowego Szefostwa Budownictwa Nr III w Grodnie (typ II, skład osobowy Nr 3),
Okręgowego Szefostwa Budownictwa Nr IV w Łodzi (typ IV, skład osobowy Nr 5),
Okręgowego Szefostwa Budownictwa Nr V w Krakowie (typ III, skład osobowy Nr 4),
Okręgowego Szefostwa Budownictwa Nr VI we Lwowie (typ II, skład osobowy Nr 3),
Okręgowego Szefostwa Budownictwa Nr VII w Poznaniu (typ III, skład osobowy Nr 4)
Okręgowego Szefostwa Budownictwa Nr VIII w Toruniu (typ III, skład osobowy Nr 4)
Okręgowego Szefostwa Budownictwa Nr IX w Brześciu (typ III, skład osobowy Nr 4)
Okręgowego Szefostwa Budownictwa Nr X w Przemyślu (typ IV, skład osobowy Nr 5)
2 czerwca
- Prezydent RP zwolnił generała dywizji Daniela Konarzewskiego ze stanowiska I Wiceministra Spraw Wojskowych i Szefa Administracji Armii i mianował go Inspektorem Armii

14 czerwca
- w Równem, Inspektor Armii, generał dywizji Jan Romer wręczył chorągwie 44 i 45 Pułkowi Piechoty[8]

23 czerwca
- Prezydent RP mianował generała brygady doktora Felicjana Sławoja Składkowskiego II Wiceministrem Spraw Wojskowych i Szefem Administracji Armii

## Lipiec
1 lipca
- Minister Spraw Wojskowych wcielił, bez zmiany nazwy i zadań:

Kadrę 2 Batalionu Sanitarnego do Filii Szpitala Okręgowego Nr II w Lublinie,
Kadrę 4 Batalionu Sanitarnego do Szpitala Okręgowego Nr IV w Łodzi,
Kadrę 8 Batalionu Sanitarnego do Szpitala Okręgowego Nr VIII w Toruniu,
Kadrę 9 Batalionu Sanitarnego do Szpitala Okręgowego Nr IX w Brześciu,
Kadrę 10 Batalionu Sanitarnego do Szpitala Okręgowego Nr X w Przemyślu
13 lipca
- Szef Sztabu Głównego generał dywizji Tadeusz Piskor zatwierdził do użytku służbowego „Regulamin lotnictwa {\displaystyle {\tfrac {L.1}{1931}}}”, który obejmował zasady użycia i działań taktycznych lotnictwa opartych na zasadach zawartych w „Ogólnej instrukcji walki”[10]

18 lipca
- W sobotę o godz. 19.25 za murami Cytadeli warszawskiej stracony został mjr dypl. Piotr Demkowski, skazany prawomocnym wyrokiem sądu za szpiegostwo na rzecz ZSRR.

31 lipca
- Minister Spraw Wojskowych:

przemianował, bez zmiany kompetencji:
II Wiceministra Spraw Wojskowych na I Wiceministra Spraw Wojskowych,
I Wiceministra Spraw Wojskowych i Szefa Administracji Armii na II Wiceministra Spraw Wojskowych i Szefa Administracji Armii,
zastępcę I Wiceministra Spraw Wojskowych i Szefa Administracji Armii na zastępcę II Wiceministra Spraw Wojskowych i Szefa Administracji Armii,
Biuro Uzupełnień na Departament Uzupełnień
utworzył stanowisko zastępcy I Wiceministra Spraw Wojskowych,
zniósł stanowisko generała do zleceń I Wiceministra Spraw Wojskowych,
postanowił, że bezpośrednim organem pracy pozostaną:
Biuro Ogólno-Organizacyjne dla I Wiceministra Spraw Wojskowych,
Biuro Ogólno-Administracyjne dla II Wiceministra Spraw Wojskowych i Szefa Administracji Armii,
podporządkował:
I Wiceministrowi Spraw Wojskowych departamenty (równorzędne), które dotychczas podlegały bezpośrednio II Wiceministrowi Spraw Wojskowych,
II Wiceministrowi Spraw Wojskowych i Szefowi Administracji Armii departamenty (równorzędne), które dotychczas podlegały bezpośrednio I Wiceministrowi Spraw Wojskowych

## Sierpień
2 sierpnia
- Minister Spraw Wojskowych wcielił «łódź podwodną ORP „Ryś” w skład jednostek pływających floty»[12]

31 sierpnia
- Minister Spraw Wojskowych:

przemianował Szkołę Podoficerską dla Małoletnich w Koninie na Szkołę Podoficerską Piechoty dla Małoletnich Nr 1, bez zmiany składów osobowych i zadań
przeformował Szkołę Podoficerów Zawodowych Piechoty w Grudziądzu w Szkołę Podoficerską Piechoty dla Małoletnich Nr 2
zatwierdził wzór i regulamin odznaki pamiątkowej 3 Pułku Artylerii Ciężkiej w Wilnie
«zalecił do użytku służbowego „Śpiewnik żołnierski” wydany przez Wojskowy Instytut Naukowo-Wydawniczy w Warszawie, w 1931»

## Wrzesień
1 września
- Została utworzona Powiatowa Komenda Uzupełnień Będzin[16].

2 września
- W katastrofie lotniczej pod Chodorowem zostali ranni powracający do Lwowa z inspekcji oficerowie 6 Pułku Lotniczego: mjr Adam Paleolog (zastępca dowódcy pułku) i mjr dypl. Franciszek Haberek (dowódca dywizjonu szkolnego)[17][18].

13 września
- W Warszawie zmarł pułkownik intendent Albin Józef Chęciński (ur. 1 marca 1885 roku w Krakowie), dyrektor naczelny Państwowych Zakładów Umundurowania, legionista, były szef Wydziału Mundurowego i były zastępca szefa Departamentu Intendentury Ministerstwa Spraw Wojskowych, odznaczony Złotym Krzyżem Zasługi[19] i pośmiertnie Krzyżem Niepodległości.

## Październik
12 października
- Minister Spraw Wojskowych «skreślił z listy okrętów wojennych następujące jednostki: ORP „Czajka”, ORP „Rybitwa” i ORP „Jaskółka”»[20]

30 października
- koniec piątego rejsu szkolnego ORP „Iskra”; okręt zawinął do portów: Lizbona, Cagliari, Neapol, Valletta, Bizerta, Ponta Delgada, Antwerpia

31 października
- Minister Spraw Wojskowych wcielił „łódź podwodną ORP „Wilk” w skład okrętów wojennych Rzeczypospolitej”[21]